# Odontosoria quadripinnata
Odontosoria quadripinnata är en ormbunkeart som beskrevs av Lehtonen. Odontosoria quadripinnata ingår i släktet Odontosoria och familjen Lindsaeaceae. Inga underarter finns listade.